# Lycaena tristis
Lycaena tristis är en fjärilsart som beskrevs av Stetter-stättermayer 1937. Lycaena tristis ingår i släktet Lycaena och familjen juvelvingar. Inga underarter finns listade i Catalogue of Life.